# Sega Saturn
Sega Saturn é um console de jogos eletrônicos de quinta geração, lançado pela empresa Sega em 22 de novembro de 1994 no Japão, 11 de maio de 1995 na América do Norte, 30 de agosto de 1995 no Brasil e 8 de julho na Europa. Foi o sucessor do bem sucedido Mega Drive. O Saturn tem uma arquitetura de CPU dupla e oito processadores. Seus jogos utilizam a mídia CD-ROM e sua biblioteca de jogos contou com várias portes de jogos de arcade e também jogos originais desenvolvidos para o console.
O desenvolvimento do Saturn começou em 1992, no mesmo ano que um novo hardware de arcade 3D intitulado Model 1 da Sega havia sido lançado. O Saturn foi projetado em torno de uma nova CPU fabricada pela empresa japonesa de eletrônicos Hitachi. No final de seu desenvolvimento, a Sega adicionou um novo processador de vídeo no início do ano de 1994 para competir com o primeiro console da Sony, o PlayStation.
Tornou-se um console popular no Japão devido ao marketing de sucesso, com o personagem Segata Sanshiro criado especialmente para o marketing do Sega Saturn, porém ele não conseguiu repetir o mesmo sucesso na América do Norte e na Europa diferente de seus concorrentes, o PlayStation e o Nintendo 64. O console vendeu 9,26 milhões de unidades em todo o mundo, um fracasso comercial. O Saturn foi sucedido em 1998 pelo Dreamcast. O console foi descontinuado na Europa e Austrália em 1998, em abril de 1999 na América do Norte e em 23 de dezembro de 2000 no Japão.

## História

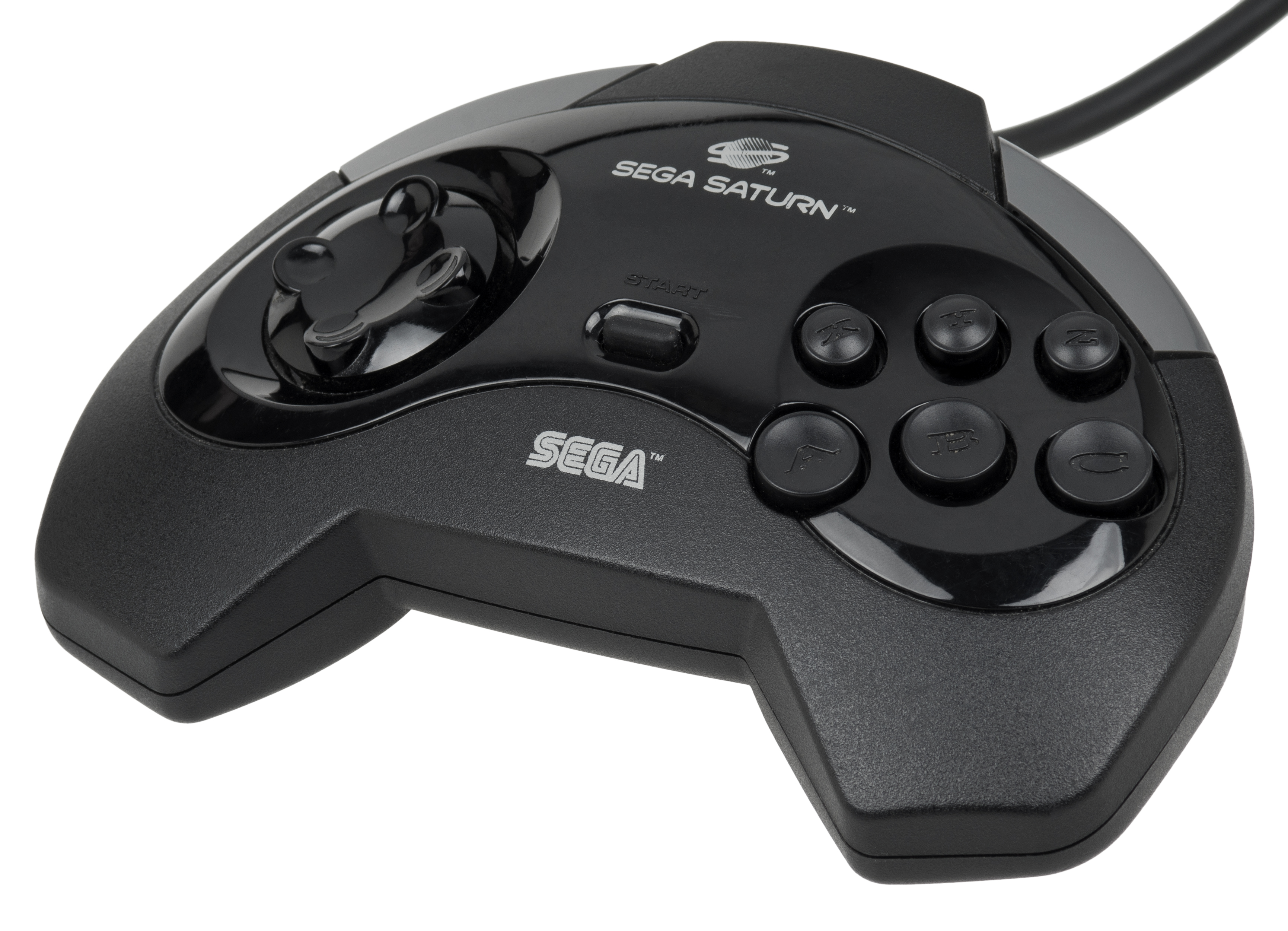
Primeiro modelo do controle original do Sega Saturn.

O desenvolvimento do Sega Saturn foi composto de muita especulação, já que não era costume das empresas divulgarem muitas informações concretas durante o desenvolvimento de seus produtos.

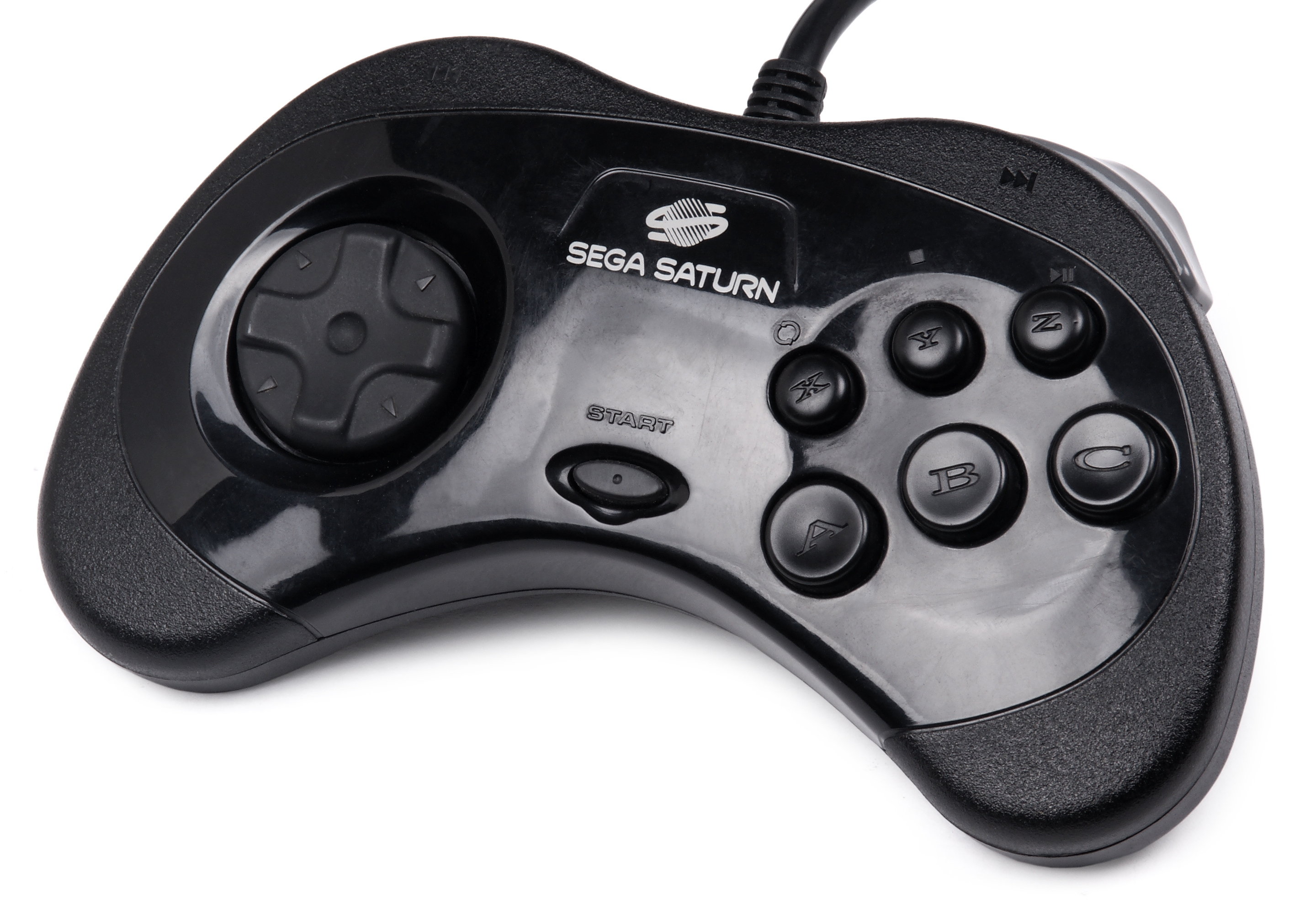
Segundo modelo do controle original do Sega Saturn.

Em meados de 1991 apareceram diversas notícias sobre um novo console em desenvolvimento pela Sega chamado GigaDrive, que seria baseado na nova placa System 32 que começava a ser utilizada nos fliperamas da época. Do mesmo modo que o Mega Drive foi originado da placa System 16, fazia sentido acreditar que o GigaDrive estivesse sendo desenvolvido utilizando a System 32 como base. Mas o tempo passou e nunca ocorreu uma confirmação oficial sobre o GigaDrive vindo da Sega.
Em 1993 começaram a aparecer rumores sobre dois projetos separados de 32-bits da Sega: o Jupiter, à base de cartuchos, e o Saturn, à base de CDs. Especificações técnicas mostravam que o console havia sido projetado para ser a plataforma mais poderosa disponível na época para jogos 2D. Ao mesmo tempo a Sony apresentava seu PlayStation, um poderoso videogame focado especialmente em jogos 3D, pegando a Sega desprevenida.
Gráficos 3D bem elaborados eram privilégios das caras placas usadas em fliperama, se a Sony realmente conseguisse colocar essa tecnologia em um videogame a um preço acessível com certeza seria o fim do Saturn. Tentando resolver essa situação, as especificações técnicas do Saturn foram alteradas com a adição de novos processadores, agora dando maior suporte aa polígonos e ao processamento de gráficos 3D. O Sega Saturn agora estava pronto para competir com o Sony Playstation.
O Jupiter se tornou o periférico do Mega Drive chamado 32XSega 32X, que teve pouco sucesso e jogos desenvolvidos.
O Sega Saturn foi lançado no Japão em 22 de novembro de 1994 e inicialmente obteve grande sucesso, chegando a mais de 500 mil unidades vendidas até o Natal do mesmo ano.
Nos Estados Unidos o início não foi tão bom. Na feira E3, em maio de 1995, a Sega pegou todos de surpresa quando anunciou que o Saturn começava a ser vendido com seis meses de antecedência, só que poucas lojas haviam recebido o console e ainda havia o problema da pouca diversidade de jogos disponíveis para o lançamento. Com preço inicial de US$ 399, a Sega já enfrentava o seu primeiro revés ali mesmo na E3, quando a Sony anunciou que mantinha a data de lançamento do Playstation para o final do ano mas a um preço de 299 dólares.
O preço dos consoles de 32 bits sofreu queda com o passar do tempo, mas o design da placa de sistema do Saturn não tornava fácil e barata sua produção, deixando a Sega para trás após a queda de preço oferecida por Sony e Nintendo. Como estratégia de marketing, a Sega ofereceu 3 de seus mais vendidos jogos (Daytona USA, Virtua Cop e Virtua Fighter 2) junto com o console, a fim de manter competitivo o mais caro dos consoles. Isso deu ao Saturn um impulso de vendas, mas não foi suficiente para causar qualquer impacto significativo na corrida de mercado.[carece de fontes?] No início de 1997, o Saturn foi perdendo cada vez mais espaço para PlayStation e Nintendo 64, tanto na América do Norte e Europa, de tal forma que a gerência da Sega começou a planejar uma nova plataforma e, na terceira E3, em 1997, começou a falar do novo sistema chamado Katana (que mais tarde seria lançado como  Dreamcast). O presidente da Sega da América, Bernie Stolar, que foi fortemente a favor do novo console anunciou: O Saturn não é mais nosso futuro (da Sega). Mas no Japão o Saturn permanecia um sucesso, se mantendo na liderança até o lançamento do jogo Final Fantasy VII para o PlayStation em 1997, e nunca cedendo no mercado a segunda posição para o Nintendo 64 que ocorreu em outros mercados.
Como a Sega começou a tornar pública a discussão sobre seu novo sistema da próxima geração, apenas dois anos após ter lançado o Saturn, tornou-se uma profecia de auto-destruição, citando um exemplo de Efeito Osborne. Esta mudança, combinada com a história recente da Sega de curta duração de consoles, especialmente o Sega CD e o 32X, que foram considerados mal concebidos e "tapa-buracos", levou os jogadores e desenvolvedores a uma reação em cadeia, rapidamente levando o futuro do Sega Saturn ao colapso. Imediatamente após o anúncio, as vendas de consoles e jogos do Saturn foram ainda mais reduzidas no segundo semestre de 1997, enquanto muitos jogos previstos foram cancelados, causando uma redução significativa na vida do console.[carece de fontes?] Enquanto isso, o foco da Sega foi em desenvolver o sucessor do Saturn, causando problemas financeiros à empresa, devido ao fim prematuro do Saturn. Embora o Dreamcast tenha resolvido muitos dos problemas do Saturn, a má reputação causada aos clientes e desenvolvedores tornou-os céticos em relação a como o novo console da Sega se sairia em relação ao PlayStation 2.[carece de fontes?]
O movimento agressivo para substituir o Saturn causou um racha entre a Sega, muitos de seus desenvolvedores terceiros e editores. Os desenvolvedores norte-americanos já eram hostis em relação ao Saturn, porque era difícil programar para o sistema e porque eles foram deixados de lado da venda antecipada do console, a Sega teria que se esforçar para manter o apoio necessário ao novo projeto, incluindo aquela região.[carece de fontes?] No entanto, muitos desenvolvedores japoneses apoiaram com veemência o Saturn em sua terra natal, e viram poucas razões para apressar uma nova plataforma no mercado. O anúncio provocou um queda substancial nas vendas de software, causando frustração a terceiros e consequentemente cancelamento de muitos jogos previstos.[carece de fontes?] O abandono precoce do Saturn feriu o apoio de de terceiros a software, não só para este sistema, mas para a Sega em geral. Várias empresas importantes como Eletronic Arts se recusaram ao apoiar o próximo console da Sega, Dreamcast, o que desempenhou um papel importante na sua descontinuidade.[carece de fontes?]
Vários jogos destinados a serem lançados na América do Norte ou na Europa foram cancelados. Estes títulos incluem Sonix X-Treme, Policenauts e Lunar: Silver Star Story, os dois últimos restantes como exclusivas do mercado japonês. Em 1998 foram lançados no ocidente os últimos jogos para o Saturn: Steep Slope Sliders, Panzer Dragoon Saga, Burning Rangers, The House of the Dead, Shining Force III (Scenario I, primeiro jogo da trilogia), Magic Knight Rayearth (América do Norte) e Deep Fear (Europa).
Com a Sega preparando o sucessor Dreamcast, o Sega Saturn foi descontinuado em 1998 na maioria dos países, em 3 de abril de 1999 na América do Norte e em 2000 no Japão.
Hoje em dia se discute quais foram os principais erros cometidos pela Sega durante a era Saturn, dentre quais podemos destacar:
- Lançamento prematuro nos Estados Unidos sem contar com uma boa diversidade de jogos;
- Por possuir um arquitetura mais complexa, com três processadores, o desenvolvimento de jogos para o Saturn custava mais caro e levava mais tempo do que para o console da Sony;
- Os kits de desenvolvimento iniciais eram muito complicados e pouco eficazes, o que tornava o trabalho do programador mais difícil e demorado;
- Nenhum jogo oficial do mascote Sonic, só uma compilação, um jogo de corrida e uma compilação dos jogos do Mega Drive. Sonic X-Treme foi anunciado, mas acabaria cancelado por problemas no desenvolvimento, e a eventual estreia em 3D da série, Sonic Adventure, foi transferida para o Dreamcast;
- Inexplicavelmente, alguns dos melhores jogos do Saturn nunca foram lançados fora do Japão. Foram mais de seiscentos jogos lançados no Japão, enquanto a lista americana não passou de 250 títulos;
- Não possui nenhum jogo da Namco para o Saturn, pelo fato da produtora achar o console muito pesado para rodarem os seus jogos, eles foram somente exclusivos para o PlayStation isso devido a uma forte parceria com a Sony;
- Os jogos que iriam a serem planejados para o Saturn eles foram cancelados devido ao fim da vida útil e foram transferido para o Dreamcast como: Virtua Fighter 3, Rayman 2: The Great Escape, Shenmue, Resident Evil 2 e entre os outros;
- O Slot para Cartuchos (Sega Saturn Backup RAM) em cima do console, foi muitas vezes confundida por jogadores "Entrada para jogos do Mega Drive" o console de maior sucesso da Sega, e sem duvida a retrocompatibilidade com o Mega Drive teria dado o Sega Saturn um maior ênfase. Como o PlayStation 2 teve com a sua retrocompatibilidade com PlayStation.

## Desenvolvimento

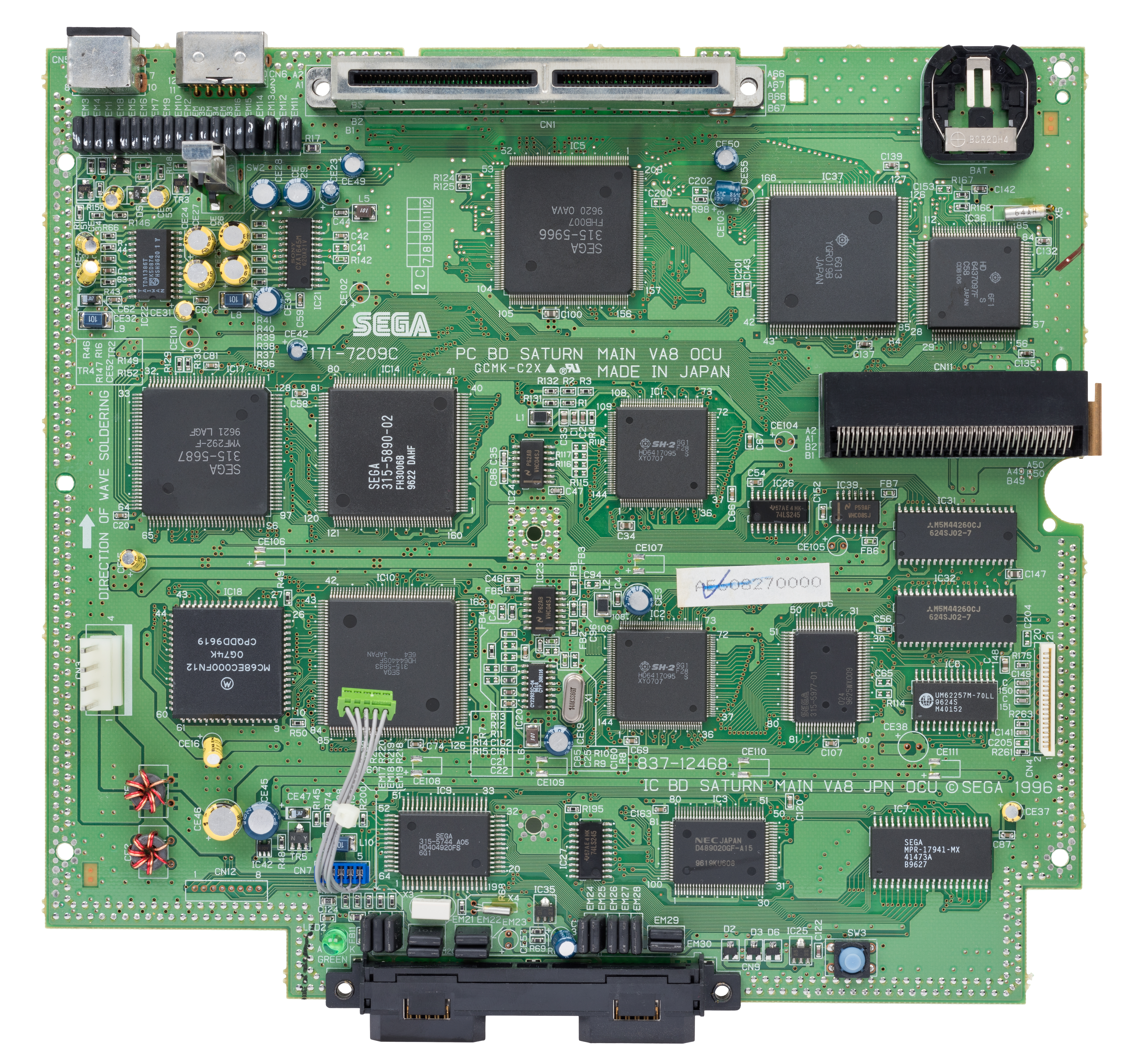
Placa-mãe do Saturn. O console tinha um hardware considerado pouco amigável para o desenvolvimento.

O grupo de desenvolvedores da Sega, Away Team, de 27 membros, composto por funcionários de engenharia de hardware, desenvolvimento de produtos e marketing trabalhou por dois anos para projetar o hardware do Sega Saturn. O Saturn, era uma máquina poderosa para a época, mas seu design, com duas CPUs e outros seis processadores, tornou extremamente difícil o aproveitamento do seu potencial. Além disto, muitos outros chips auxiliares do sistema eram componentes do tipo "off the shelf", aumentando a complexidade do sistema, pois os componentes não foram projetados para funcionar em conjunto. Rumores sugerem que o projeto original previa apenas um único processador central, mas quando a Sega conheceu o projeto do PlayStation, resolveu introduzir outros processadores no final do desenvolvimento, visando aumentar o desempenho.
O desenvolvimento de softwares por parte de terceiros, foi inicialmente prejudicado pela falta de bibliotecas de software e ferramentas úteis para o desenvolvimento, exigindo que os desenvolvedores programassem em linguagem assembly para alcançar bom desempenho. Pelo menos durante o desenvolvimento precoce do Saturn, a programação em conjunto poderia oferecer de duas a cinco vezes mais velocidade sobre a linguagem C. Para poupar custos e tempo de desenvolvimento, alguns programadores utilizaram apenas uma CPU. Um destes casos foi Alien Trilogy.
A implementação de duas CPUs no Saturn não era o ideal. A maior desvantagem da arquitetura foi a de que ambos processadores compartilhavam o mesmo bus e isto gerou problemas para acessar a memória RAM principal ao mesmo tempo. 4 KB de memória cache para cada CPU foi fundamental para manter a performance. Em geral, a divisão de processamento exige muito cuidado, pois além da tarefa já desafiadora de paralelização do código, obrigou os desenvolvedores a tirar o máximo proveito do Sega Saturn. Um exemplo de como o hardware do Saturn foi utilizado de maneira diferente, foi com Virtua Fighter, onde uma CPU gerencia cada personagem.
Em comparação com o PlayStation, o Saturn era difícil trabalhar com seu hardware de gráficos mais complexos e de menor performance, conforme observado pelo programador Ezra Dreisbach da Lobotomy Software. A fim de converter Duke Nukem 3D e PowerSlave para o Saturn, a Lobotomy Software teve que praticamente reescrever o motor de jogo para obter um desempenho adequado ao Saturn. Além disto, a conversão de Quake para o Sega Saturn já convertido no Playstation, o desempenho do Saturn foi notavelmente inferior para o jogo.
Ao contrário do Playstation e Nintendo 64 que usam triângulos como suas formas básicas geométricas primitivas, o Saturn renderiza quadriláteros. Isso provou ser um obstáculo, porque a maioria das ferramentas de design padrão da indústria foram baseadas em triângulos. Um dos desafios foi formar figuras renderizadas baseadas em quadriláteros com formas diferentes, especialmente objetos triangulares. Isso pode ser claramente visto em Tomb Raider, no qual as rochas triangulares não são bem formadas, ao contrário de versões em outros sistemas de jogo, como um Playstation ou um PC. O hardware do Saturn também não possui tratamento a fontes de luz (como transparência) e descompressão de vídeo, sendo este último uma das principais desvantagens no tempo em que jogos full-motion videos eram muito populares, como Mad Dog e Crime Patrol.
Ainda assim, se usado corretamente, a renderização quadrilateral do Sega Saturn tinha vantagens. Ela podia mostrar menos distorção de texturas do que alguns títulos de PlayStation, como demonstrado por vários títulos multi-plataforma, como Wipeout e Destruction Derby. O sistema de hardware de figura quadrilateral e 50% a mais de memória de vídeo também deram ao Saturn uma vantagem para os jogos 2D e atraiu desenvolvedores de RPGs, jogos de arcade e tradicionais jogos 2D de luta. Com uma programação criativa, mais tarde, jogos como Burning Rangers foram capazes de conseguir efeitos de transparência verdadeiros, em um hardware que usa polígonos simples stipples para substituir efeitos de transparência já usados no passado.
Um slot de cartucho foi introduzido para adicionar memória RAM extra ou dispositivos para armazenamento de saves de jogos do sistema. Um cartucho ROM foi lançado juntamente com The King of Fighters '95, que continha parte dos dados de jogo, pois não havia memória RAM disponível. Dois cartuchos expansores de memória RAM foram lançados para o sistema, um cartucho de 1 MB pela SNK para The King of Fighters '96 e um cartucho de 4 MB pela Capcom para X-Men vs. Street Fighter e Marvel Super Heroes vs. Street Fighter. Ambas empresas eram conhecidas por seus jogos de luta baseados em sprites 2D e muitos de seus jogos subsequentes utilizaram seus respectivos cartuchos.

## Modelos do Sega Saturn

### Modelos japoneses
No Japão, a Sega licenciou direitos para produzir o Sega Saturn a seus parceiros de hardware, Hitachi, que forneceu vários processadores e outros chips, e JVC, que produziu os drives de CD-ROM para a maioria dos modelos, embora funcionalmente idênticos aos drives da Sanyo, usado algumas vezes. A Sunseibo lançou um modelo de 7 CDs para uso em hotéis. O conceito de jogo multi-player para uso em hotéis é muito comum no Japão.
| Fabricante e modelo                 | Cor do aparelho          | Cor dos botões  | Tipo de botões | Notas |
| ----------------------------------- | ------------------------ | --------------- | -------------- | --- |
| Sega HST-3200                       | Cinza                    | Azul            | Ovais          | O Sega Saturn original japonês. Este modelo tinha a aba do slot de cartuchos preta e veio em uma caixa chamada HST-0001. O cabo de alimentação é un-notchede o modelo possui luz de acesso à unidade. |
| Sega HST-3210                       | Cinza                    | Azul            | Ovais          | O segundo modelo. Parece o mesmo que o HST-3200,as o layout interno é similar ao primeiro modelo HST-3220. Sua produção foi encerrada em favor do Saturn branco. |
| Sega HST-3220                       | Branco                   | Cinza/Rosa      | Redondos       | A Sega mudou os botões de azul para cinza e rosa durante a produção. Este controle é semelhante ao controle de Super Nintendo, porém branco e com os botões A B e C respectivamente nas cores verde, amarelo e azul. O plástico é branco com muitas partes cinza claro e sua cor é semelhante de controle de Dreamcast. O slot de cartucho visível é cinza. Alguns modelos limitados saíram com botões ovais. Mais tarde, algumas unidades apresentaram problemas de compatibilidade. |
| Sega Saturn Skeleton (HST-3220)     | Preto translúcido        | Preto           | Redondos       | Incluído um controle compatível preto translúcido. O controle e o console tinham a frase This is cool ("isto é legal" ou "isto é fixe") impressa sobre eles. Apenas cerca de 50 mil unidades foram produzidas. Alguns apresentaram problemas de compatibilidade, especialmente com Metal Slug, Out Run e Space Warrier. |
| Sega Derby Saturn (HST-3220)        | Azul translúcido         | Preto           | Redondos       | Lançado em 25 de março de 1999, este modelo era disponível somente como parte de uma promoção com o popular jogo de corridas de cavalo Derby Stallion. Ele veio com o mesmo controle preto translúcido que acompanhou o Skeleton mas sem a frase This is cool impressa sobre o console. Depois de uma oferta reduzida de Skeletons, o Saturn Derby foi rapidamente comprado a em grande quantidade por exportadores e foi mais facilmente encontrado fora do Japão, inclusive no Brasil importado pela Tec-Toy. Possui os mesmos problemas de compatibilidade que o modelo Skeleton. Utiliza BIOS versão 1.0.1. |
| Hitachi Hi-Saturn (MMP-11 e MMP-1)  | Carvão                   | Laranja         | Ovais/Redondos | Este modelo é similar em aparência e cor aos modelos europeus e norte americanos. O logo Hi-Saturn está impresso na tampa da unidade de CD-ROM. Os controles têm o mesmo layout de cor da unidade com bege e rosa e botões azuis e cinzas. O logotipo da Hitachi aparece sobre eles. O equipamento foi vendido com uma caixa quase toda preta com uma borda cinza-claro e branca. Com exceção de alguns pacotes promocionais limitados, o Hi-Saturn foi vendido juntamente com o cartão MPEG permitindo ao Saturn reproduzir VCDs. A tela de start-up é um pouco diferente dos outros modelos, - ao invés da chuva de pedaços que formam o logotipo do Saturn, a palavra Hi-Saturn artira para fora do meio da tela depois gira em torno da mesma até se tornar legível. |
| Hitachi Hi-Saturn Navi (MMP-1000NV) | Carvão                   | Laranja         | Redondos       | Este é o único modelo de Sega Saturn que difere em forma e funcionalidade. É muito mais fino, plano na parte superior, ao invés de forma curvada dos Saturn convencionais, a fim de acomodar uma tela LCD sobre ele. Este modelo possui a capacidade de GPS, e tem uma porta padrão na parte traseira para utilização de uma antena incluída. CDs Navi-Ken são usados para dados do mapa. Este serviço, Navi-Ken estava disponível somente no Japão, e os mapas somente em japonês. |
| JVC/Victor V-Saturn RG-JX1          | Cinza                    | Azul/Cinza      | Ovais          | Assemelha-se ao primeiro modelo japonês do Saturn com botões ovais e luz de acesso ao disco. O logotipo V-Saturn está impresso na parte superior do console. Apresenta também o logotipo V-Saturn na tela de início do sistema. |
| JVC/Victor V-Saturn RG-JX2          | Cinza claro/Cinza escuro | Azul/Verde/Rosa | Redondos       | Assemelha-se ao modelo branco japonês com botões redondos. A parte superior do console é cor cinza claro, com uma base cinza mais escura. Apresenta o logotipo V-Saturn na tela de início do sistema. |
| Samsung Saturn                      | Preto                    | -               | Ovais          | Destinado apenas para Coreia do Sul, este modelo combinou o estilo do primeiro Saturn de botões ovais com a placa-mãe menos e mais nova dos modelos que normalmente vinham com botões redondos. A opção de língua japonesa foi removida da tela de configuração em alguns modelos. Estes modelos também utilizaram código da região norte-americana. A Samsung e mais tarde lançou um kit de conversão para os jogos japoneses. |

### Modelos norte-americanos
Todos modelos norte americanos são na cor preta e produzidos e comercializados pela Sega.
| Fabricante e modelo | Cor do aparelho | Cor dos botões | Tipo de botões | Notas |
| ------------------- | --------------- | -------------- | --- | ----- |
| MK-80000            | Ovais           | 6/95 – 4/96    | Idêntico aos modelos japoneses Grey Saturn, exceto a cor do modelo: O modelo norte-americano é preto. Alguns foram encontrados com o aparência e cabo de alimentação do modelo MK-80000A, utilizando a BIOS 1.00a. |       |
| MK-80000A           | Redondos        | 4/96 – 10/96   | Dispõe de cabo de alimentação notched, sem luz de acesso à unidade e BIOS versão 1.00a. Os jumpers internos que determinam a região do aparelho são alterados.                                                     |       |
| MK-80001            | Round           | 7/96 – 98      | Similar em aparência ao MK80000A, mas com os jumpers internos que determinam a região alterados. |       |

Os primeiros modelos vieram com um controle redesenhado que foi ligeiramente maior que o correspondente japonês. Eventualmente, o controle japonês foi adotado.

### Modelos Europeus/Australianos
As versões européias e australianas do Sega Saturn são idênticas e compartilham as mesmas regiões de jogos, voltagem e frequência de imagem. Não há diferença entre as versões com padrão de cor PAL e SECAM ambas vendidas com o conector SCART. Todos modelos são pretos e externamente são similares aos modelos norte-americanos. Os modelos PAL e SECAM possuem a inscrição "PAL" ao lado do do número da versão da BIOS na tela de configuração do sistema, ao invés de "NTSC", que  é mostrado nos consoles norte-americanos.
| Modelo       | Tipo de botões | Notas                                                              |
| ------------ | -------------- | ------------------------------------------------------------------ |
| MK-08200-03  | Ovais          | Luz de acesso a unidade de CD-ROM e botões pretos.                 |
| MK-80200-50  | Redondos       | BIOS versão 1.01a.                                                 |
| MK-80200A-50 | Redondos       | Não possui luz de acesso à unidade de CD-ROM. Os botões são cinza. |

## Desempenho no mercado

### Japão
As versões japonesas do Sega Saturn, Hi-Saturn e V-Saturn foram lançadas em novembro de 1994, somente poucas semanas antes de seu rival, o PlayStation. Aproximadamente 170 mil consoles foram vendidos no primeiro dia de vendas.
Muitos dos jogos que tornaram o Saturn popular no Japão, como a série Sakura Wars, vários outros RPGs, ou ainda a maioria dos jogos europeus como Sonic R nunca foram lançados em outros continentes, como admitido pela Sega da América e Sega da Europa, pois não seriam atraentes ao público ocidental.
O último jogo oficial comercial licenciado para o sistema no Japão foi Yuukyuu Gensoukyoku Hozonban Perpetual Collection, lançado pela MediaWorks em 4 de dezembro de 2000.

### América do Norte
No início de 1995, o presidente da Sega, Tom Kalinske anunciou que o Sega Saturn seria lançado nos Estados Unidos no dia conhecido como SaturnDay, sábado, 2 de Setembro de 1995. Quando a Sony anunciou que a data de lançamento do PlayStation seria uma semana mais tarde, 9 de setembro, a Sega decidiu ter uma vantagem maior de tempo. Na primeira Electronic Entertainment Expo (E3), em maio de 1995, Kalinske anunciou que o Saturn já estava sendo mandado para quatro redes varejistas em todo o país ao preço de US$399. Parecia que a Sega teria uma oportunidade real de liderar por 4 meses a corrida dos 32 bits, batendo o PlayStation no mercado.
No entanto, o ataque surpresa lançado pela Sega saiu como um tiro pela culatra por várias razões. A única declaração no painel da Sony que se seguiu na E3 consistiu em apenas "299", deixando claro que o PlayStation seria lançado US$100 mais barato que o concorrente. O lançamento precoce também fez com que o Saturn também tivesse apenas seis jogos disponíveis em seu lançamento, todos produzidos pela própria Sega, como Virtua Fighter e Daytona USA, já que os jogos de empresas terceiras foram programados para serem concluídos e implementados na data original, 2 de setembro, e como muitos títulos de sucesso japonês não haviam sido importados, os desenvolvedores ficaram irritados com o lançamento surpresa, impedindo-os de aproveitar a dinâmica inerente a um lançamento planejado e esperado. Muitos na indústria de jogos viram o lançamento rápido como um movimento calculado pela Sega para alavancar as vendas de software do Saturn, à custa de desenvolvedores independentes.
Além disto, os varejistas não incluídos no lançamento precoce, principalmente Wal-Mart e KB Toys, se sentiram traídos e não aderiram ao console, com a KB Toys chegando em algumas lojas a remover qualquer coisa relacionada com a Sega, para proporcionar mais espaço de varejo para os competidores do Saturn em seu lugar.
Na época do lançamento do PlayStation em 9 de setembro de 1995, o Saturn havia vendido aproximadamente 80 mil consoles. O PlayStation superou esse total em apenas dois dias, e o sonho de dominação da Sega no início de uma nova geração de hardware foi rapidamente esquecido. O lançamento do Nintendo 64 em 1996, vendendo 350,000 unidades em apenas uma semana, prontamente empurrou o Saturn para ser apenas o terceiro sistema em vendas. No entanto, era o sistema preferido para jogos vindos do Arcade e muitos jogos japoneses. As vendas do Saturn, em geral, foram mantidas conforme novas conversões de jogos de Arcade foram lançadas, mas caíram pouco depois. Quando  a Sega anunciou que iria desenvolver um sucessor, a filial norte-americana passou a investir ainda menos na localização e desenvolvimento de jogos, em especial ignorando títulos em 2D já que os concorrentes atraíam mais compradores por seus jogos tridimensionais.
O fracasso comercial do Saturn causou uma perda à Sega de 267,9 milhões de dólares americanos e a demissão de 30% de sua força de trabalho.

### Europa
Apesar do sucesso dos consoles anteriores da Sega na Europa e dos dois meses de vantagem sobre a concorrência ao lançar o Saturn em julho de 1995, o PlayStation construiu seu mercado rapidamente, diminuindo as vendas do Saturn no velho continente. Como resultado, a Sega nunca alcançou o mesmo sucesso que obteve no Japão, ou mesmo o sucesso que obteve quando lançou o console na América do Norte, deixando o continente europeu nas mãos dos concorrentes. Até o momento em que o Nintendo 64 alcançou as prateleiras europeias, as vendas do Saturn estavam estagnadas.
A última licença comercial liberada na Europa foi um jogo de Survival Horror chamado Deep Fear, lançado pela Sega da Europa em novembro de 1998.
No entanto, o suporte para o Sega Saturn no Reino unido foi reforçado pela publicação de sucesso de uma revista chamada Sega Saturn Magazine.

### Brasil
O Saturn fez um sucesso relativo no Brasil. No início foi lançado pela Tectoy ao preço de R$ 800,00 (numa época em que o salário mínimo era de apenas R$ 74,00), porém teve seu preço bastante reduzido quando chegou a lojas de departamento e super mercados, sendo vendido por R$ 350,00 em 1998.
A verdade é que uma das coisas que dificultou a popularidade e o estímulo do consumidor, em adquirir um Saturn, foi o sistema antipirataria do videogame que impedia facilmente o uso de jogos falsificados (que eram bastante baratos), forçando o consumidor a adquirir jogos originais que tinham um preço bastante elevado ou destravar o console, o que também custava caro. Para comparação, o PlayStation, seu maior concorrente, teve um desempenho incrível no Brasil, graças a facilidade de se encontrar jogos falsificados a um preço muito mais acessível para a maior parte da população.
Mesmo assim, a popularidade de jogos como Virtua Fighter, Virtua Cop, Nights into Dreams e Sega Rally Championship ajudaram muito nas vendas do Saturn no início, sendo que outros jogos como Riven (em versão especial da Tectoy traduzido para o português), Sonic R, lançamentos da SNK (como The King of Fighters '96 e '97 e Samurai Shodown) e da Capcom (Street Fighter Alpha 2 e X-Men vs. Street Fighter), além dos hits Virtua Fighter 2 e Virtua Cop 2, garantiram uma sobrevida para o Saturn em relação ao resto do mundo, sendo ainda encontrado em grandes lojas até o fim do ano de 1999.
A quantidade de consoles vendidos pela Tectoy no Brasil nunca foi divulgada, mas estima-se que a cifra supere a 1 milhão de consoles produzidos e vendidos. Também há de se notar que muitos consoles no Brasil (em especial as primeiras unidades) são de origem americana, importados em regime de CKD.
Outra peculiaridade da história do Saturn no Brasil, foi que, no fim de 1998 e durante o ano de 1999, a Tectoy parou de produzir o Saturn e passou a importá-lo em lotes direto da fábrica da SEGA no Japão. O máximo que a Tectoy fazia com esses consoles, era transcodificar o sistema de imagem de NTSC-J para PAL-M, que é o sistema padrão de televisão do Brasil, e apagar a frase "This is cool". Graças a esse fato, o Brasil foi o único país ocidental a receber versões do Saturn na cor branco e do Saturn Skeleton (transparente esverdeado ou transparente azulado). Há de se notar também que diversos jogos que não foram lançados nos Estados Unidos foram lançados no mercado brasileiro pela Tectoy.
Em 2004, a Tectoy revelou os jogos mais vendidos de seus consoles. No Saturn eram:
1. Scorcher
2. Virtua Cop 2
3. Cyber Speedway
4. Sonic R
5. Heir of Zendor
6. Nights into Dreams
7. Amok
8. Street Fighter Zero 2
9. Riven
10. Daytona USA

## Especificações técnicas

### Processadores
- Dois processadores Hitachi SuperH-2 7604 32-bit RISC rodando a 28,63 MHz (25 MIPS) cada um com 4 kB de memória cache, dos quais 2 kB podem ser usados como alternativa, diretamente endereçável Scratchpad RAM;
- Processador SH-1 de 32-bit RISC (controlador do CD-ROM) (inicialmente seria o único processador, até a Sega conhecer o PlayStation);
- Processador de vídeo VDP 1 de 32-bit (rodando a 7,1590 MHz nos sistemas NTSC e 6,7116 MHz nos sistemas PAL);
- Processador de vídeo VDP 2 32-bit (rodando a 7,1590 MHz nos sistemas sistemas NTSC e 6,7116 MHz nos sistemas PAL);
- Unidade de Sistema de controle (SCU), com DSP para o processamento de geometria e controlador MDA (rodando a 14,3 MHz);
- Controlador de som Motorola 68EC000 (rodando a 11,3 MHz / 1,5 MIPS);
- Processador de som Yamaha FH1 DSP, "Saturn Custom Sound Processor" (SCSP), rodando a 22,6 MHz;
- Hitachi 4-bit MCU, "Controlador do sistema e periféricos" (SMPC).

### Memória
- 2 MB SDRAM de trabalho para os dois processadores SH-2 (rápida);
- 2 MB DRAM de trabalho para os dois processadores SH-2 (lenta);
- 512 KB VDP1 SDRAM para gráficos 3D (dados de textura para polígonos/sprites e lista de comando de desenhos);
- 2x 256 KB VDP1 SDRAM para gráficos 3D (dois buffers de quadro para dupla renderização de polígonos/sprites);
- 512 KB VDP2 SDRAM para gráficos 2D (dados de textura para as camadas de fundo e listas de exibição);
- 4 KB VDP2 SRAM palheta de cores para dados e coeficiente de rotação de dados (memória RAM local SRAM);
- 512 KB DRAM para som. (Multiplexed como Memória RAM de som do CPU, SCSP DSP RAM e SCSP wavetable RAM;
- 512 KB DRAM funcionando como memória do CD-ROM e CPU SH-1;
- 32 KB SRAM de backup com bateria para armazenamento de dados de jogos;
- 512 KB Mask-ROM para a BIOS do processador SH-2.

### Áudio

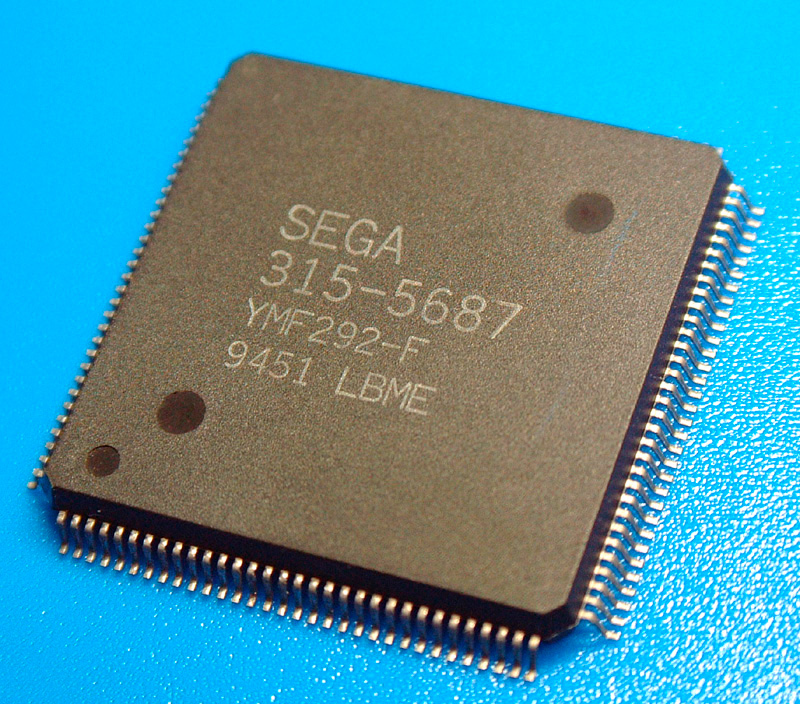
Primeira versão do SCSP

O Saturn Custom Sound Processor (SCSP) (Processador de áudio customizado do Saturn) foi fabricado pela Yamaha e consiste em muitos componentes.
O SCSP é um gerador de som multifuncional de jogo LSI que consiste em um gerador de som Modulador por código de pulsos e DAC (conversor analógico para digital). O SCSP cria e processa mistura de sons. Ele contém um gerador de som de 32-slot e efeito de som DSP, mixer e timer digital de 16 canais e um controlador de interrupção. A memória RAM de áudio do Sega Saturn está ligada diretamente ao SCSP e é utilizada para armazenar programas de som (como o Cybersound ou amostras de sons de sons simples, sem compressão. O SCSP suporta 32 canais canais de som para reprodução PCM, ou oito canais para modulação de síntese FM. Possui taxa máxima de amostra PCM de 44,1 kHz (qualidade de CD).
O SCSP MIDI é compatível, e pode ser ligado a equipamentos externos (como teclados).
A etapa DSP 128 é capaz de gerar efeitos especiais, tais como reverberação e acústica da sala diferente.
O SCSP inteiro é controlado por um único processador Motorola 68EC000 de 16-bit rodando a 11,3 MHz. O MC68EC000 é essencialmente o mesmo que (e compatível com o) M68000 usado no Mega Drive e vários outros consoles, mas sem a interface MC6800 oito bits. O SCSP pode ser acessado diretamente pelo MC68EC000 e os dois processadores SH-2s.
O SCSP é limitado pela pequena quantidade de Memória RAM disponível para ele e a falta de compressão de amostra por hardware.
- Processador digital de sinal Yamaha FH1 de 22,6 MHz;
- Cada um dos 32 slots podem ser unidas por múltiplos operadores por canal de som FM;
- Geralmente quatro operadores usados por slot para oito canais FM ao total;
- Taxa de amostragem 44,1 kHz.

### Video

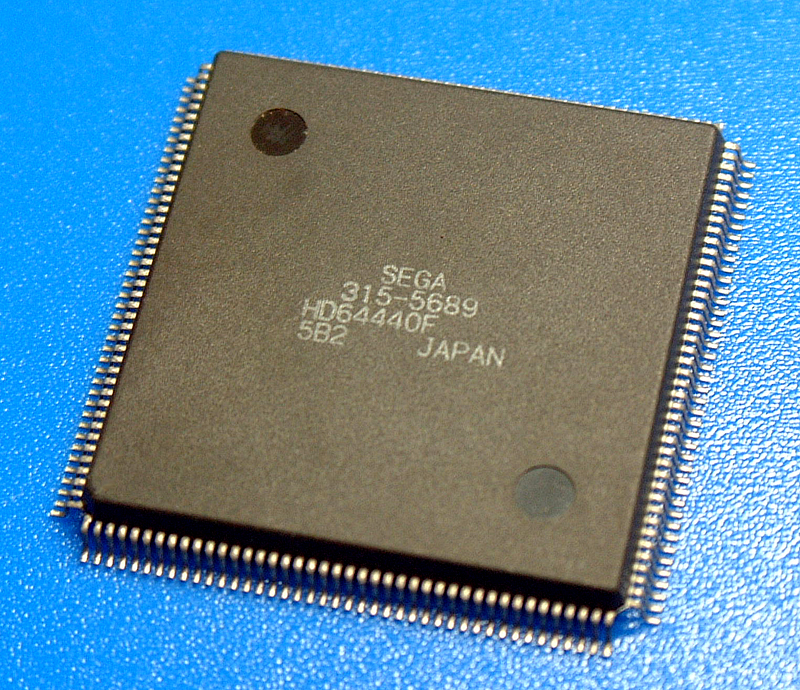
Primeira versão do VDP1

O Sega Saturn é equipado com dois chips VDP personalizados para o processamento de gráficos.  O Chip VDP1 é o principal chip responsável para geração de sprites. A geração de polígonos é realizada através da manipulação do gerador de sprites. O mapeamento de texturas e sombreamento Gouraud é também realizado pelo VDP1.
O VDP1 de primeira renderização possui dois buffers de 256 KB que podem ser configurados como 512x512x8 ou 512x256x16 (Virtua Fighter 2 foi o primeiro jogo de videogame a utilizar alta resolução, a 60 quadros por segundo). O fato de haver dois buffers de quadro permite dupla buferização da imagem e proporciona mais tempo para o processamento. O buffer de quadro ativo é lido para exibição no VDP2, que pode aplicar os dados de uma tabela de coeficiente para modificar o processo de digitalização, para efeitos como rotação, escala e distorção geral do próximo quadro a ser exibido como única entidade.
A SCU (System bus control unit ou unidade de controle de sistema de bus) prevê o DMA através de um barramento dedicado comumente rotulado como o "B-bus" onde o VDP2 e VDP1 estão conectados, permitindo a transferência de dados a partir deles para a memória principal. A transferência de dados de saída e entrada de mesmo bus é proibida nos três níveis de DMA do SCU.
- O motor de renderização para as tabelas de comando: texturas e não polígonos texturizados,  polígonos sem texturas, polilinhas e linhas junto a tabelas de comando que controlam o buffer de quadros;
- "Sprites" são polígonos texturizados com específicos modelos de renderização;
- Sprite simples (um ponto), sprite encolhido/escalado (dois pontos), sprite distorcido (quatro pontos);
- Outros modos de renderização:
  - Sobrepor (substituir o conteúdo do buffer de quadros);
  - Sombra (buffer de quadros restantes reescrito com 1/2 brilho, primitivos não desenhados);
  - Meia luminosidade (renderização primitiva com 1/2 brilho);
  - Meia transparência (primitiva e sobreposição de pixels do buffer de quadros subjacentes e atuais juntos);
  - Sombreamento Gouraud somente para texturas RGB;
  - Dois buffers de quadros de 256 kB;
  - Frame de buffer programável de 8 ou 16 bits por pixel;
  - Recurso de exclusão automática para limpar o buffer de cores simples.

Algumas especificações comumente citados são altamente dependentes dos modos de renderização de polígonos e outros fatores para carregamento do sistema:
- 200 mil polígonos de mapa de texturas por segundo;
- 500 mil polígonos chatos por segundo;
- 60 quadros de animação por segundo.

A fim de melhor compreender as diferenças entre a GPU do Playstation e capacidades de processamento do chip VDP1 do Sega Saturn, aqui estão alguns diferentes fatores:
Playstation GPU
- A GPU possui um cache de texturas de 2 KB;
- A GPU tem um bloco unificado 1 MB de memória para os dados de textura e buffers de quadro. Isto permite efeitos complexos, onde o buffer de quadros por sua vez é aplicado como textura novamente;
- O buffer de quadros da memória RAM da GPU pode ser apagado manualmente;
- Os comandos são enviados para a GPU via DMA, em um buffer FIFO, e executados na ordem de envio.

Sega Saturn VDP1
- O VDP1 não possui cache de texturas;
- A memória do VDP1 é dividida: 512 KB para texturas de dados e listas de comandos, 256 KB para um buffer de quadros e 256 KB para outro;
- Os dois buffer de quadros possuem recurso de autoexclusão de alta velocidade;
- Os comandos são armazenados em uma lista ligada na memória RAM, várias listas podem ser armazenadas e a lista pode ser processada pelo VDP1 sem desperdiçar um canal DMA.

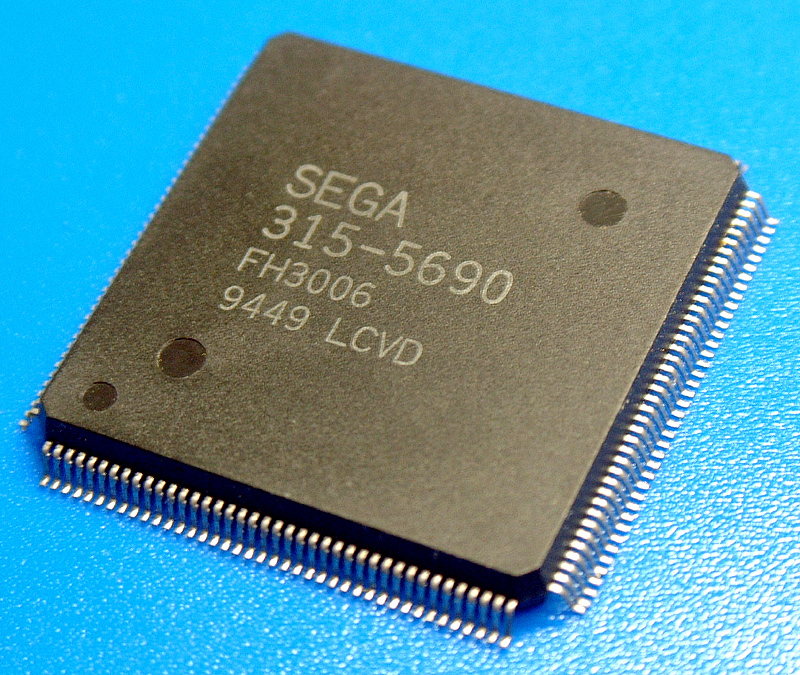
Primeira versão do VDP2

O VDP2 serve como processador auxiliar do Sega Saturn. Certos efeitos especiais, tais como transparência de texturas, rotação de planos e rolagem (até cinco campos em qualquer) momento são processados pelo VDP2
Ambos VDP2 e VDP1 e o processador de exibição de vídeo de 32-bit tem acesso direto aos dois processadores principais Hitachi SuperH2 7604 32-Bit RISC bem como o acesso direto à memória RAM e de vídeo (DMA);
- Motor de fundo;
- Quatro simultâneos fundos de rolagem;
- Utiliza 8x8 ou 16x16 pontos de vídeo por fundo;
- Controlador de acesso programável de memória VRAM para o VDP2;
- Dois simultâneos playfields rotativos;
- O VDP2 pode girar a posição do buffer de quadros do VDP1 ao fazer a varredura para saída de vídeo para gerar efeitos de rotação;
- Memória RAM de cores pode suportar 15-bit (ou 32768 cores simultâneas) e 24-bit (16,7 milhões de cores) como modos de exibição;
- Prioridade programável dos níveis de per-backgfround / per-tile / per-pixel
- Efeitos de pinturas de fundo, desaparecimento gradual e transparência;
- Efeito blur (graduação) para simular distância.

Resoluções de vídeo programadas:
- Escala horizontal de 320, 352, 640 e 704 pixels;
- Escala vertical de 224, 240 e 256 linhas, não interlaçadas;
- Escala vertical de 448, 480 e 512 linhas, interlaçadas (somente em consoles padrão PAL suportando 256 e 512 linhas exibidas na tela);
- Hi-Vision (EDTV) e 31 kHz (VGA) de vídeo suportados;
- 31 kHz: 320x480 ou 640x480, não interlaçados (progressive scan)
- Hi-Vision: 352x480 ou 704x480, não interlaçados (progressive scan)

### Armazenamento
O Sega Saturn possui um drive de CD-ROM de dupla velocidade, construído pela JVC-Victor (alguns modelos foram fabricados pela Hitachi ou Sanyo). A velocidade de transferência do drive é de 320 kB/s e sua memória cache é de 512 kB. As funções do drive relacionadas são controladas através de um único processador Hitachi SH1 32-bit RISC operando à 20 MHz.
- Compatível com CD de áudio;
- Compatível com CD+G;
- Compatível com CD+EG;
- Compatível com CD comum (CD de 8 cm);
- Compatível com Video CD (requer cartão opcional MPEG), Photo CD, Electronic Books, digital karaoke (opcional).

### I/O (Entrada e saída de dados)
- Duas portas paralelas (portas controladoras) bi-direcionais de 7-bit I/O;
- Porta serial de comunicação de alta velocidade (ambos canais SH2 SCI e SCSP MIDI, também usados pela porta serial);
- Conector de cartuchos;
- Porta de expansão interna para cartões opcionais MPEG (diferentes modelos fabricados pela Sega, JVC e Hitachi;
- Saída de Áudio e Vídeo Composto (padrão);
- Saída NTSC/PAL RF (necessita cabo RF opcional);
- Compatível com S-VIDEO (necessita cabo S-VIDEO opcional);
- Compatível com RGB (necessita cabo RGB opcional);
- Compatível com EDTV/Hi-Vision (cabo personalizado necessário, não necessariamente disponível).

Enquanto o hardware de vídeo do Sega Saturn é compatível com VGA (progressivo/não interlaçado), não existem softwares que utilizem este modo e o sistema não pode forçar nenhum software a ser executado neste modo. Além disto, a Sega e nenhum outro fabricante terceirizado produziram ou venderam cabos compatíveis necessários para suportar tais modos de alta resolução em qualquer tipo de exibição.

### Alimentação
- AC120 volts; 60 Hz (US)
- AC240 volts; 50 Hz (EU)
- AC100 volts; 60 Hz (JP)
- Bateria de lítio de 3 volt para alimentar a RAM não volátil e relógio interno
- Consumo de energia de: 25 W
- Consumo de energia de: 12 W (JP)

### Dimensões (US/Europeu)
- Largura: 260 mm (10,2 polegadas)
- Comprimento: 23 cm (9,0 polegadas)
- altura: 83 mm (3,2 polegadas)

### Errata
A renderização de transparências realizada pelo VDP1 faz com que as faixas de pixels sejam reescritas no buffer de quadro para sprites de dois pontos (escalada) e quatro pontos (quadrado) , aplicando o efeito de transparência várias vezes. Raramente visto em jogos comerciais (explosões no jogo Robotica), posteriormente alguns títulos implementaram transparência através do acesso direto ao buffer de quadros corretamente para renderizar polígonos (como Dural em Virtua Fighter Kids).
Outra técnica desenvolvida para transparência em pseudo-hardware foi rasterizar polígonos com um ou dois pixels de altura com transparência habilitada a preencher vãos horizontais. Porque dois ou quatro pontos do quadrado forem idênticos, não há necessidade do buffer de quadros ser reescrito durante a renderização.
O Kernel do Linux contém códigos específicos desenvolvidos para o Sega Saturn; porém não é claro se este desenvolvimento foi aprimorado.[carece de fontes?]

## Acessórios
- Direct Link

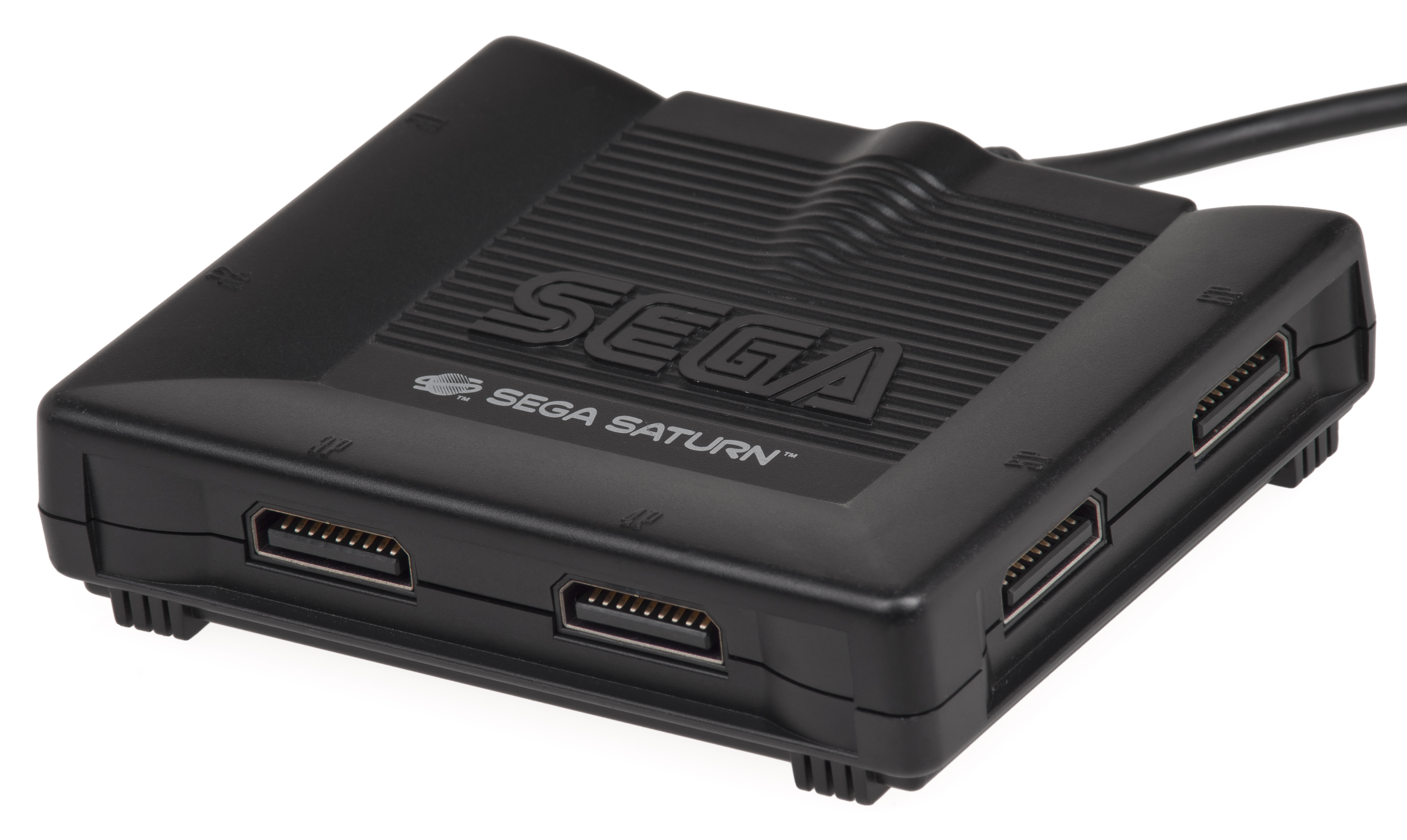
Multitap do Sega Saturn

O Direct Link (também conhecido como Link Cable) é um dispositivo que permite conectar dois Sega Saturns para jogar jogos multiplayer. O acessório necessita de duas televisões, dois consoles e duas cópias do mesmo jogo.
- Team-Tap

Acessório que permite ligar cinco controles em cada uma das portas de joystick do console. Os jogos compatíveis são: 3 jogadores: Capcom Generation 4, Three Dirty Dwarves; 4 jogadores: Bomberman Fight, Blast Chamber, Break Point Tennis, College Slam, Hansha de Spark, Keriotosse, NBA Jam Extreme, NBA Jam TE, Noon, Sega Ages: Rouka Ni Itidantao-Ru, Slam'n'Jam 96, Trash It, Winter Heat, WWF In Your House; 6 jogadores: Death Tank, Fire Pro Wrestling: Six Man Scramble, Guardian Heroes, Space Jam, Vatlva; 7 jogadores: Death Tank Zwei; 8 jogadores: Street Racer; 10 jogadores: Saturn Bomberman.
- Sega Net Link

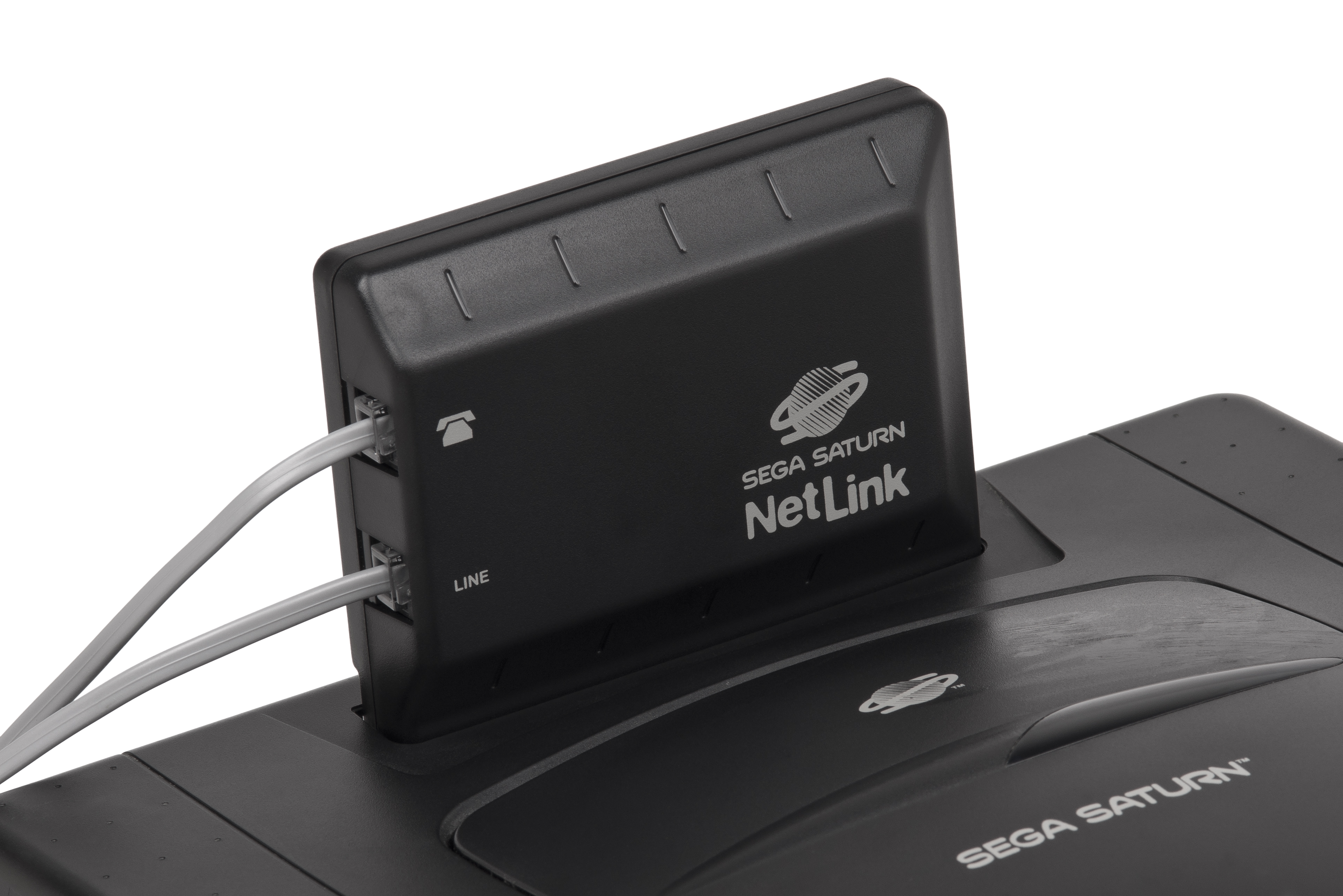
O Sega Net Link

Acessório lançado em outubro de 1996 que servia para conectar o Saturn à internet através de conexão dial-up. No Japão, possuía uma rede centralizada chamada SegaNet.

### Cartuchos
- Expansor de Memória RAM de 1MB

Lançado pela SNK, o cartucho proporciona aumento na memória RAM do Saturn de 1MB. Com ele o console pode rodar os seguintes jogos: Astra Superstars, Cotton 2, CyberBots FullMetal Madness, CyberBots FullMetal Madness Chou Genteiban, Fighter's History Dynamite, Friends Seishun no Kagayaki, Groove on Fight Gouketsuji Ichizoku 3, Marvel Super Heroes (opcional), Metal Slug, Noël 3, Pia Carrot e Youkoso!! 2, Real Bout Garou Densetsu, Real Bout Garou Densetsu Best Collection, Real Bout Garou Densetsu Special, Samurai Spirits Amakusa Kourin, Samurai Spirits Best Collection, Samurai Spirits Zankourou Musouken, Super Real Maajan P 7, Super Real Maajan P 7 P's Club Genteiban, The King of Fighters '96, The King of Fighters '96 + '95 (Gentei KOF Double Pack), The King of Fighters '97, The King of Fighters Best Collection, Waku Waku 7.
- Expansor de Memória RAM de 4MB

Desenvolvido e lançado pela Capcom, causou espanto nos jogadores, pois tornou possível ao Sega Saturn rodar perfeitamente conversões do Arcade (especialmente jogos de luta) com tempo mínimo de loading e dinâmica de jogo impecável. Os jogos que necessitam do cartucho são: Dungeons & Dragons Collection, Final Fight Revenge, Marvel Super Heroes vs. Street Fighter, Pocket Fighter (Opcional), Street Fighter Zero 3, Vampire Savior, X-Men vs. Street Fighter.
- Expansores de Memória ROM de 1MB

Alguns jogos lançados para Saturn necessitam de cartucho com instruções do próprio jogo, cartucho de memória ROM. Estes cartuchos foram vendidos juntamente os jogos e só podem ser usados com os respectivos jogos. Apenas dois jogos utilizam cartucho de Memória ROM de 1MB: The King of Fighters '95 e UltraMan Hikari no Kyojin Densetsu.
- ST-Key

Acessório não licenciado pela Sega, desenvolvido e comercializado por terceiros. Permite ao console rodar jogos de qualquer região: América do Norte, Europa e Japão em qualquer console.
- Sega Saturn Backup

Possui bateria de 512 kB para armazenamento de jogos salvos, ou seja, 16 vezes maior que a memória interna do Saturn, de 32 KB. Existem versões licenciadas pela Sega e outras produzidas por terceiros. O Sega Saturn Backup permite levar os jogos salvos de um console a outro.
- Pro Action Replay

Cartucho de múltiplas funções. Funciona como ST-Key (permite ao console rodar jogos de todas regiões), Sega Saturn Backup (salvar andamento de jogos) e GameShark (inserir códigos de trapaça).
- Action Replay

Cartucho desenvolvido pela Empresa EMS que engloba todas funções disponíveis: expansor de memória RAM de 1 MB, expansor de Memória RAM de 4 MB, ST-Key, Sega Saturn Backup e Gameshark. Acessório muito procurado pelos jogadores devido a sua versatilidade.

### Controles
- 3D Control Pad

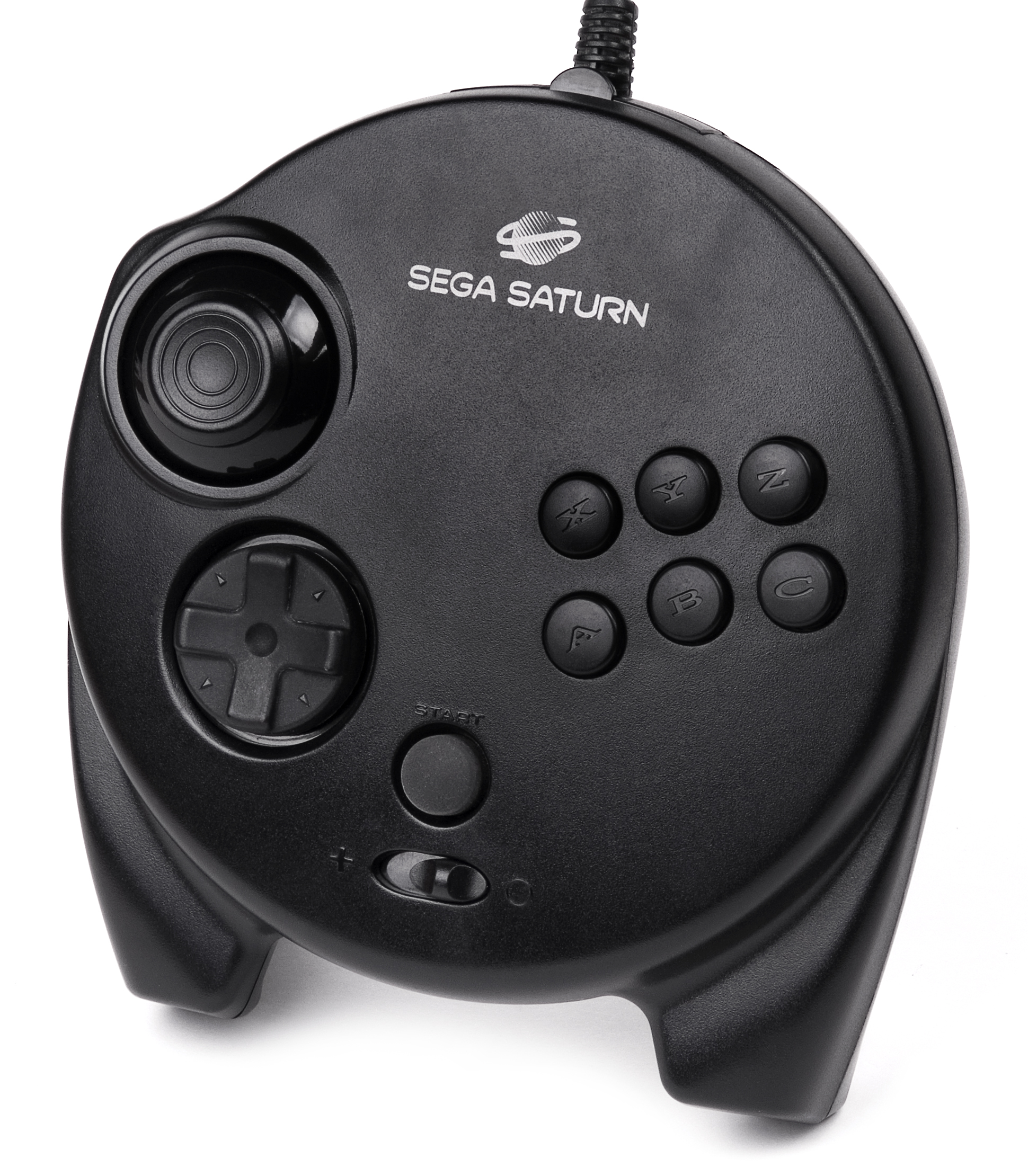
3D Control Pad com alavanca analógica (versões norte-americanas e europeias) vendido juntamente com os jogos Nights e Sonic R

Primeiramente vendido juntamente com o jogo Nights, posteriormente vendido separadamente, foi o primeiro controle analógico da Sega. Adicionou um direcional analógico e gatilhos (botões L e R) em relação ao controle convencional. É compatível com os jogos: Burning Rangers, Nights, Sonic R, Sonic 3D Blast, Sega Rally Championship, Sega Touring Car, Daytona CCE, Sonic Jam, Panzer Dragoon, Panzer Dragoon Zwei e Panzer Dragoon Saga.
- Arcade Racer

Arcade Racer é um tipo de joystick concebido como um volante para o Sega Saturn. Como o controlador é um mecanismo analógico, possui uma resposta mais suave e é considerado ideal para uma variedade de jogos de Sega Saturn, tais como: F1 Challenge, Daytona USA CCE, High Velocity,  Wipeout,  Need For Speed, Overall, Time Warner Interactive's V.R. Virtua Racing, Daytona USA, Sega Rally Championship e Sega Touring Car Championship.
- Arcade Stick

Controle tipo Arcade desenvolvido pela Sega para jogos de luta, em especial Virtua Fighter 2. Possui os oito botões do controle, com L e R situados ao lado de C e Z. Outros fabricantes terceiros também lançaram versões semelhantes.

### Cabos e conexões
- Cabo vídeo composto

Acompanhava o Saturn como conexão padrão de vídeo. Possui três conectores RCA: amarelo (vídeo), vermelho e branco (áudio estéreo).
- Cabo S-Video

Vendido separadamente como acessório proporciona sensível melhora de qualidade gráfica, especialmente em relação as cores.
- Cabo RGB (conector SCART)

Proporciona ao Saturn emitir saída de vídeo em modo RGB por meio do conector SCART. Este padrão foi adotado apenas na Europa e o cabo foi comercializado apenas no velho continente. Proporciona a melhor qualidade de vídeo possível ao Sega Saturn.
- Cabo RF

Adaptador RF utilizando conector de 75 Ohms. Faz a conversão de sinal para os televisores antigos. Sua qualidade de sinal é mais baixa entre os quatro tipos de cabo utilizados pelo Saturn.